# كلاوس جاي كولر
كلاوس جاي كولر (بالألمانية: Klaus J. Kohler)‏ هو لغوي وأستاذ جامعي ألماني، ولد في 1935 في كارلسروه في ألمانيا.